# Ilex yunnanensis
Ilex yunnanensis — вид квіткових рослин з родини падубових.

## Морфологічна характеристика
Це вічнозелене дерево чи кущ 1–12 метрів заввишки. Молоді гілочки поздовжньо-ребристі та борозенчасті, густо-золотисто-жовті ворсинки; старші гілки щільно залозисті, запушені. Ніжка листка 2–6 мм, щільно запушена. Листова пластина від чорно-коричневого до коричневого кольору, коли висихає, довгаста, видовжено-ланцетна, яйцювата, яйцювато-ланцетна чи еліптична, (1)2–4 × (0.4)1–2.5 см, гола, за винятком середньої жилки адаксіально, край зубчасто-пилчастий чи городчасто-пилчасті, зубці часто гострі, або краї цілі чи шиповидно-пилчасті, верхівка рідко тупа чи майже гостра, гостра та мукронатна, або загострена, шипаста чи ні. Плід червоний, кулястий, 5–6 мм у діаметрі. Квітне у травні — липні; плодить у серпні — листопаді.

## Поширення
Ареал: Тибет, Китай, пн. М'янма, Тайвань. Населяє вічнозелені широколистяні ліси, цугові ліси, гірські ліси, рідколісся, узлісся, чагарники, чагарникові ліси в долинах або на горах.

## Використання
Чай з листя використовують як жарознижувальний засіб.

## Галерея

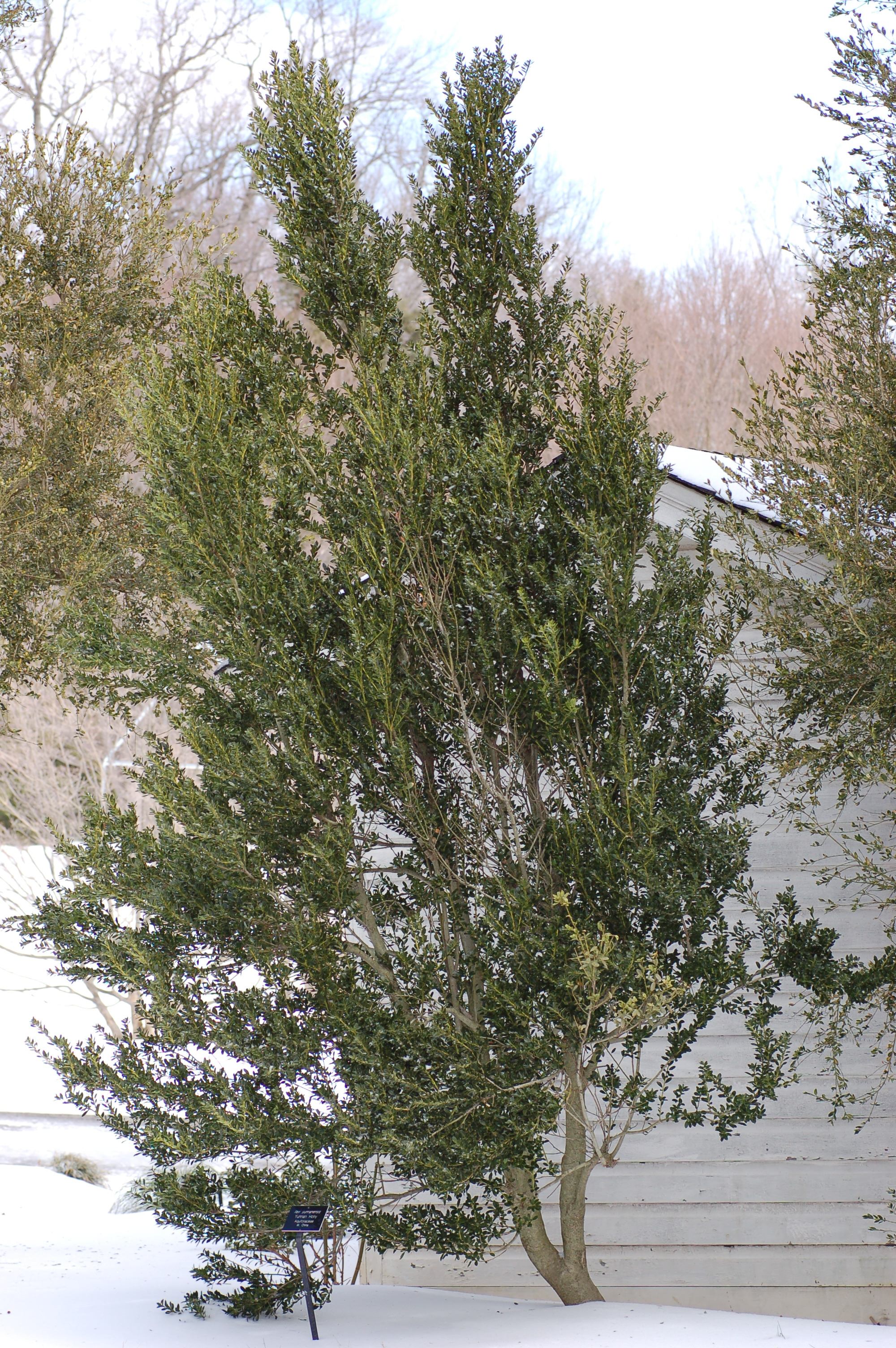
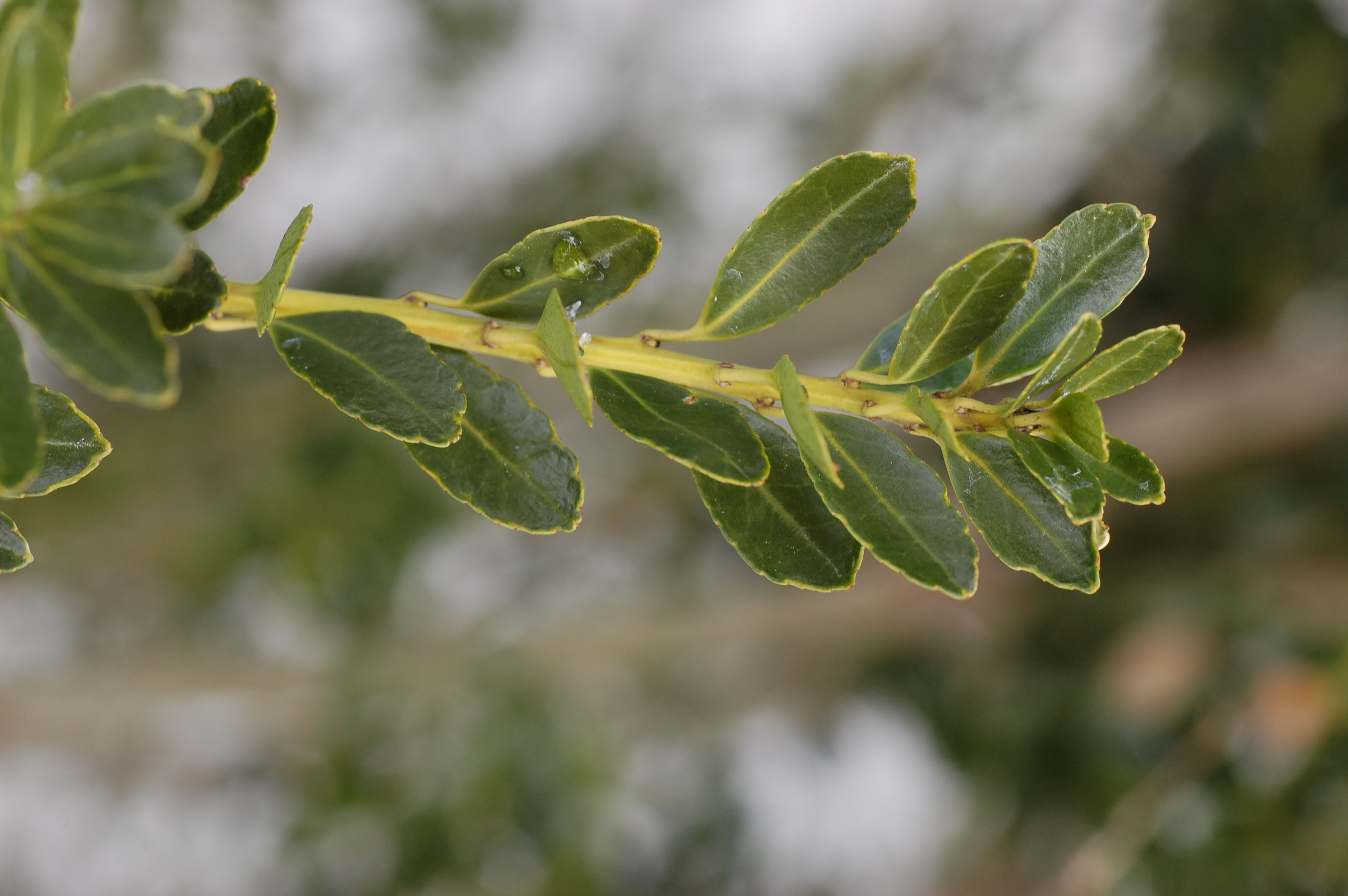